# Codex iuris Bohemici
Codex iuris Bohemici (také zapisováno juris, bohemici, častá zkratka CIB) je rozsáhlé ediční dílo čítající jedenáct svazků vydávaných v letech 1867–1892 zaměřené na zákony a právní památky k dějinám českého práva. Původní ediční plán dokonce počítal s dvaceti díly, ale i tak toto realizované dílo nemělo ve své době obdoby. Tato edice je životním dílem českého právníka a historika Hermenegilda Jirečka, který na něm spolupracoval též s bratrem Josefem Jirečkem.
Další podstatnou edicí k českému právu byl Codex iuris municipalis regni Bohemiae od Jaromíra Čelakovského zaměřený konkrétněji na městské právo, resp. městská privilegia.

## Díly
- Codex iuris Bohemici I, 1867 – právní texty přemyslovské doby
- Codex iuris Bohemici II/1, 1896 – právní texty 14. století
- Codex iuris Bohemici II/2, 1870 – právní texty 14. století
- Codex iuris Bohemici II/3, 1889 – právní texty 14. století
- Codex iuris Bohemici II/4, 1898 – právní texty 14. století
- Codex iuris Bohemici III/3, 1897 – Všehrdovy Knihy devatery
- Codex iuris Bohemici IV/1, 1882 – právní texty 16. století
- Codex iuris Bohemici IV/3, 1876 – právní texty 16. století (Koldínův zákoník)
- Codex iuris Bohemici IV/5, 1883 – právní texty 17. století